# Armant
Armant (egipčansko Iuny, koptsko Erment, grško Hermonthis) je mesto v Egiptu, ki stoji približno 18 km južno od Teb. V Srednjem kraljestvu je bil pomembno mesto, katero so v obdobju Osemnajste dinastije še povečali. Sedanje mesto spada v Guvernat Luksor na zahodnem bregu Nila. Sodobno ime mesta izhaja iz izraza Iunu-Montu. 
Montu je bil egipčanski bog, katerega ime pomeni nomad. Egipčani so ga povezovali s pobesnelim bikom. Zanj je bilo rečeno, da se manifestira tudi kot bel bik s črnim obrazom. Kot takega so ga imenovali Bakha. Egipčanski največji kralji-generali so sami sebe naslavljali z mogočni bik, sin Montuja. Znamenita pripoved o bitki pri Kadešu pravi, da se je Ramzes II., ko je zagledal sovražnika, »razbesnel nanj kot Montu, gospodar Teb«. 
Tempelj v Armantu, ki  je stal že v obdobju Enajste dinastije, je bil morda Montujev. Najstarejši dokazani graditelj je bil faraon Nebhepetre Mentuhotep II. V obdobju Dvanajste dinastije in v Novem kraljestvu  je tempelj dobil pomembne dodatke. V poznem obdobju je bil uničen, zato je  Nektaneb II. začel graditi novega. Gradnjo so  nadaljevali Ptolemajci. Kleopatra VII. in Ptolemaj XV. Cezarion sta dogradila hišo rojstva s svetim jezerom. Zgradba je bila vidna do 19. stoletja, ko so začeli graditi tovarno sladkorja in jo uporabili kot gradivo. Ohranil se je samo pilon Tutmoza III.
V mestu so odkrili tudi dvoje vrat, ki jih je zgradil rimski cesar Antonin Pij. Buheum, pokopališče svetih bikov Buhisov v Amantu, je bil na robu puščave severno od mesta. Najstarejši pokop je iz obdobja Nektaneba II., kompleks kot tak pa se je uporabljal do sredine  4. stoletja n. št. Odkrili so tudi pokopališče svetih krav – Buhisovih mater. Okoli mesta je več obsežnih pokopališč iz vseh zgodovinskih obdobij. 
Pod Kleopatro VII. je Armant postal prestolnica 4. noma Gornjega Egipta in tak položaj obdržal tudi v koptskem obdobju.